# Hawaiian Eye
Hawaiian Eye ist eine US-amerikanische Krimiserie, die zwischen 1959 und 1963 produziert wurde.

## Handlung
Im Mittelpunkt der Handlung steht die von Tracey Steele und dessen Partner Tom Lopaka geführte hawaiianische Privatdetektei und Sicherheitsfirma Hawaiian Eye. Im Gegenzug für ihre Dienste für das Hawaiian Village Hotel unterhält die Detektei ein luxuriöses Büro auf dem Hotelgelände.
Weitere Protagonisten sind Cricket Blake, die als Sängerin an der Hotelbar arbeitet, sowie der mit besten Verbindungen ausgestattete Taxifahrer Kim Quisado. In späteren Episoden stößt Greg McKenzie als Partner hinzu, und nach dem Ausscheiden von Tracey Steele wird Philip Barton ins Team integriert.

## Hintergrund
Hawaiian Eye zählte zu einer Reihe zeitgleich von Warner Bros. produzierter Krimiserien. Mittels Handlungsüberschneidungen traten die Figuren von Hawaiian Eye auch in 77 Sunset Strip, New Orleans, Bourbon Street und Surfside 6 auf.
Als Gaststars traten unter anderem Efrem Zimbalist junior, Adam West, George Takei, Warren Oates, Jack Nicholson, Fay Wray und Mary Tyler Moore auf.